# Valle Sánchez
Valle Sánchez ist eine Ortschaft im Departamento Santa Cruz im südamerikanischen Anden-Staat Bolivien.

## Lage im Nahraum
Valle Sánchez war zweitgrößte Ortschaft des Municipio Warnes in der Provinz Ignacio Warnes im westlichen Teil des Departamentos Santa Cruz. Bis in die 90er Jahre gehörte Valle Sánchez noch zur Provinz Andrés Ibáñez, wurde im Rahmen des Neubau- und Erweiterungsprojektes der Gemeinde dann jedoch der Verwaltung der Provinz Warnes unterstellt. Die Landstadt Valle Sánchez ist seit der Volkszählung 2012 nicht mehr als eigenständige Gemeinde notiert, sondern nur noch die ländliche Gemeinde Valle Sánchez ist selbständig.
Die Ortschaft liegt drei Kilometer westlich des Flughafens von Santa Cruz, Viru Viru Internacional, auf einer Höhe von 388 m zwischen dem Río Piraí im Westen und der "Carretera Al Norte", welche die Ortschaft vom Flughafen Viru Viru trennt.

## Geographie
Valle Sánchez liegt im tropischen Feuchtklima vor dem Ostrand der Anden-Gebirgskette der Cordillera Oriental. Die Region war vor der Kolonisierung von Chiquitano-Trockenwäldern bedeckt, ist heute aber größtenteils Kulturland.
Die mittlere Durchschnittstemperatur der Region liegt bei knapp 24 °C (siehe Klimadiagramm Warnes), die Monatswerte schwanken zwischen 20 °C im Juni/Juli und 26 °C von November bis Februar. Der Jahresniederschlag beträgt etwa 1300 mm, die Monatsniederschläge sind ergiebig und liegen zwischen 35 mm im August und 200 mm im Januar.

## Verkehrsnetz
Valle Sánchez liegt 17 Kilometer nördlich der Departamento-Hauptstadt Santa Cruz und 17 km südlich der Stadt Warnes.
An Valle Sánchez vorbei führt die 1.657 Kilometer lange Nationalstraße Ruta 4, die das Land in West-Ost-Richtung durchquert, von Tambo Quemado an der chilenischen Grenze bis Puerto Suárez im Dreiländereck Brasilien-Bolivien-Paraguay. Die Straße führt von Westen kommend über Cochabamba, Villa Tunari und Montero nach Warnes und dann weiter über Santa Cruz und Roboré nach Puerto Suárez und über die Grenze in das brasilianische Corumbá.
Zwölf Kilometer nördlich des Außenrings von Santa Cruz, gegenüber der Hauptzufahrt zum Flughafen Viru Viru, zweigt eine Landstraße von der Ruta 4 in westlicher Richtung ab und erreicht das Zentrum von Valle Sánchez nach einem Kilometer.

## Bevölkerung
Die Einwohnerzahl der Ortschaft war in den vergangenen beiden Jahrzehnten deutlichen Schwankungen unterworfen:
| Jahr | Einwohner | Quelle       |
| ---- | --------- | ------------ |
| 1992 | 920       | Volkszählung |
| 2001 | 2 477     | Volkszählung |
| 2012 | 250       | Volkszählung |

In der Region sind die Quechua die zahlenmäßig wichtigste indigene Volksgruppe, im Municipio Warnes sprechen 13,5 Prozent der Einwohner Quechua.